# Міські населені пункти Курської області

Мапа Курської області Російської Федерації.

До складу Курської області Російської Федерації входять 32 міських населених пункти, зокрема:
- 10 міст, серед яких виділяються:
  - 5 міст обласного значення, що утворюють міські округи в рамках організації місцевого самоврядування;
  - 5 міст районного значення, що утворюють однойменні муніципальні райони в рамках організації місцевого самоврядування;
- 22 селища міського типу.

## Міста
| №  | Герб | Назва               | Район або місто     | Населення | Заснування або перша згадка | Статус       | Колишні назви                      |
| -- | ---- | ------------------- | ------------------- | --------- | --------------------------- | ------------ | ---------------------------------- |
| 1  |      | Дмитрієв-Льговський | Дмитрієвський район | 6082      | XII століття                | 1779         | з 1784 до 1940 — Дмитрієв-на-Свапі |
| 2  |      | Желєзногорськ       | Желєзногорськ       | 95 578    | 1957                        | 1962         | до 1958 — Октябрський              |
| 3  |      | Курськ              | Курськ              | 436 678   | 1032                        | 1779         |                                    |
| 4  |      | Курчатов            | Курчатов            | 39 167    | 1968                        | 1983         |                                    |
| 5  |      | Льгов               | Льгов               | 16 779    | 1152                        | 1779         | Ольгов                             |
| 6  |      | Обоянь              | Обоянський район    | 11 671    | 1639                        | 1779         |                                    |
| 7  |      | Рильськ             | Рильський район     | 14 843    | 1152                        | XII століття |                                    |
| 8  |      | Суджа               | Суджанський район   | 4941      | 1664                        | 1664         |                                    |
| 9  |      | Фатеж               | Фатезький район     | 4592      | XVII століття               | 1779         |                                    |
| 10 |      | Щигри               | Щигри               | 14 386    | XVIII століття              | 1779         | до 1779 — Троїцьке                 |

### Населені пункти, що втратили статус міста
Збереглися, але втратили статус міста:
| Назва | Тип                  | Статус міста |
| ----- | -------------------- | ------------ |
| Тим   | селище міського типу | 1779 — 1926  |

## Селища міського типу
| №  | Герб | Назва                        | Район                  | Населення | Заснування або перша згадка | Статус | Колишні назви                        |
| -- | ---- | ---------------------------- | ---------------------- | --------- | --------------------------- | ------ | ------------------------------------ |
| 1  |      | Глушкове                     | Глушковський район     | 4785      | 1647                        | 1959   |                                      |
| 2  |      | Горшечне                     | Горшеченський район    | 5106      | 1781                        | 1967   |                                      |
| 3  |      | Золотухино                   | Золотухинський район   | 4487      | 1887                        | 1967   |                                      |
| 4  |      | Іванино                      | Курчатовський район    | 2268      | XVIII століття              | 1981   |                                      |
| 5  |      | Селище імені Карла Лібкнехта | Курчатовський район    | 7969      | 1606                        | 1930   | Пени                                 |
| 6  |      | Касторне                     | Касторенський район    | 3461      | 1590                        | 1959   |                                      |
| 7  |      | Кіровський                   | Пристенський район     | 2447      |                             | 1974   |                                      |
| 8  |      | Конишевка                    | Конишевський район     | 3599      | 1910                        | 1968   |                                      |
| 9  |      | Коренево                     | Кореневський район     | 5555      | 1625                        | 1938   | Селище імені Ухтомського             |
| 10 |      | Кшенський                    | Совєтський район       | 5586      | 1894                        | 1958   | до 1958 — Совєтський                 |
| 11 |      | Магнітний                    | Желєзногорський район  | 1516      | 1978                        |        |                                      |
| 12 |      | Медвенка                     | Медвенський район      | 4498      |                             | 1974   |                                      |
| 13 |      | Новокасторне                 | Касторенський район    | 1594      |                             | 1989   |                                      |
| 14 |      | Олимський                    | Касторенський район    | 2256      |                             | 1965   |                                      |
| 15 |      | Понирі                       | Понировський район     | 4916      | 1690                        | 1971   | Понира                               |
| 16 |      | Пристень                     | Пристенський район     | 4912      | 1860                        | 1959   |                                      |
| 17 |      | Прямицино                    | Октябрський район      | 5179      | 1783                        | 1973   |                                      |
| 18 |      | Солнцево                     | Солнцевський район     | 3622      | 1887                        | 1967   | до 1967 — Коровино                   |
| 19 |      | Тьоткіно                     | Глушковський район     | 3852      | 1650                        | 1957   |                                      |
| 20 |      | Тим                          | Тимський район         | 3070      | XVII століття               | 1938   | до 1779 — Вигорне                    |
| 21 |      | Хомутовка                    | Хомутовський район     | 3750      | 1686                        | 1967   | Комарицький Холм, Сокольє, Соколовка |
| 22 |      | Черемисиново                 | Черемисиновський район | 3367      | 1928                        |        |                                      |

### Населені пункти, що втратили статус селища міського типу
| Назва              | Теперішній статус          | Статус селища міського типу |
| ------------------ | -------------------------- | --------------------------- |
| Желєзногорськ      | місто                      | 1957 — 1962                 |
| Курчатов           | місто                      | 1971 — 1983                 |
| Льговський         | приєднаний до міста Льгов  | 1939 — 1954                 |
| Первоавгустовський | село                       | 1930 — 2004                 |
| Сейм               | село                       | 1979 — 1992                 |
| Ямська слобода     | приєднаний до міста Курськ | 1929 — 1932                 |